# Corredor de Lachín

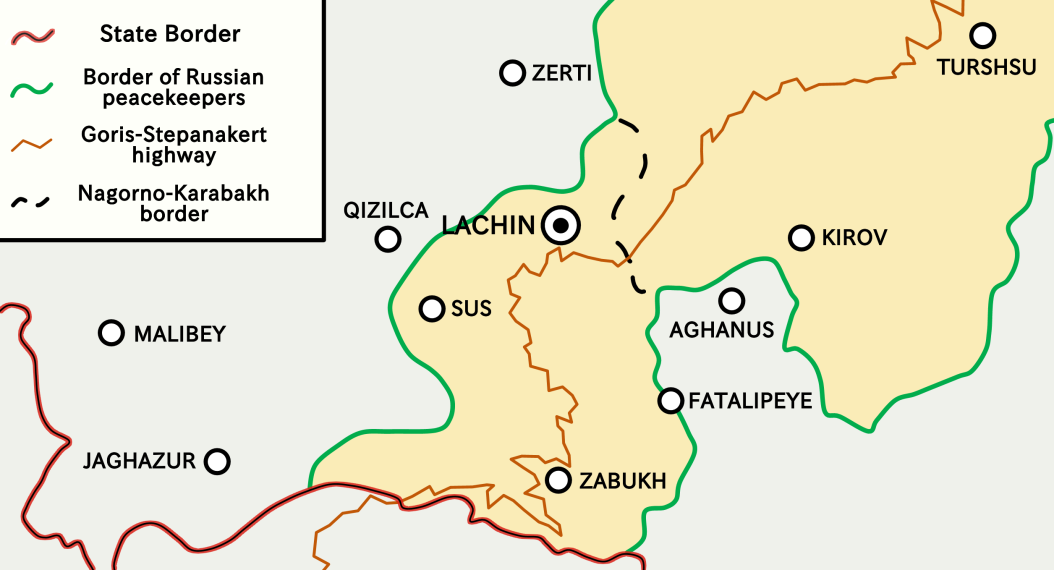
El corredor de Lanchín, según los acuerdos del alto al fuego después de la última guerra. Los puntos de Lachín, Sus y Zabukh fueron capturados el 26 de agosto de 2022 por Azerbaiyán.

Corredor de Lachín, entre Armenia (en naranja) y Artsaj (en rojo).

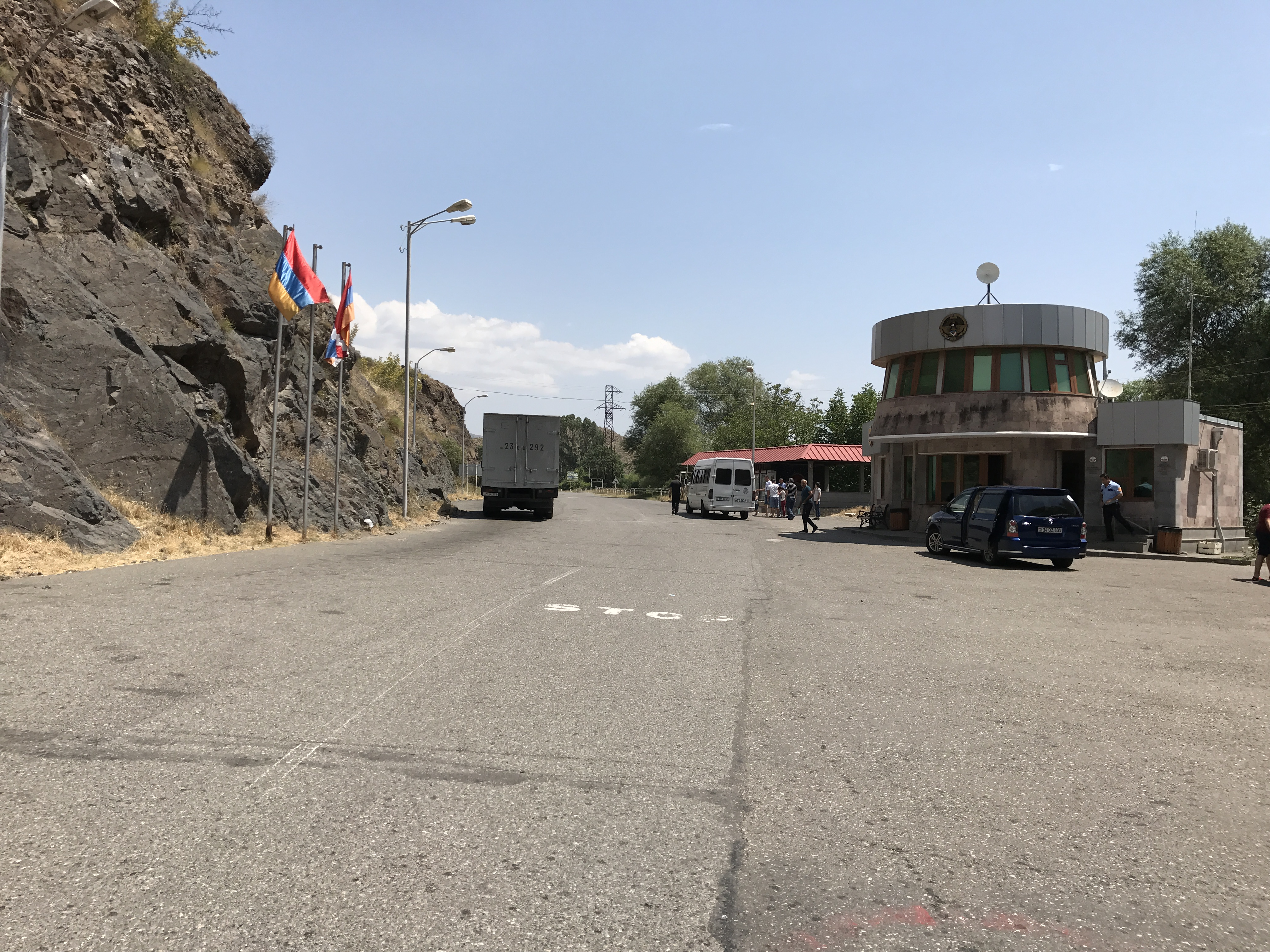
Puesto de control de la República de Artsaj en el corredor de Lachín.

El corredor de Lachín (en armenio: Լաչինի միջանցք, romanizado: Lachini mijantsk, en azerí: Laçın koridoru) es un paso de montaña y corredor geopolítico de facto que conectaba Armenia con la antigua República de Artsaj. Dado que Artsaj no tenía reconocimiento internacional, el corredor se encontraba, de iure, en el Raión de Lachín de Azerbaiyán. Este se mantenía bajo control armenio, junto a la presencia de tropas en misión de paz rusas, por el acuerdo de alto el fuego en el Alto Karabaj de 2020.
La ciudad de Lachín, el municipio más poblado del corredor, está situada en la ladera de una montaña en la ribera izquierda del río Hakari. Esta, junto a los pueblos de Sus y Zabukh fueron capturados por tropas azeríes durante la violación del alto al fuego el 26 de agosto de 2022. El corredor sufrió un bloqueo por tropas azeríes hasta la ofensiva sobre Artsaj de 2023. Asociaciones internacionales como Amnistía Internacional pidieron la apertura del corredor por poner en riesgo la vida de miles de personas que no podían acceder a determinados medicamentos vitales, así como de generar dificultades para acceder a alimentos o luz.

## Historia
El corredor formaba la ruta más corta entre Armenia y el Alto Karabaj, y fue abierto en 1992 durante la guerra del Alto Karabaj, quedando bajo el control del Ejército de Defensa de Artsaj.
En una declaración ante la Asamblea de las Naciones Unidas el 18 de septiembre de 2005, el ministro de Relaciones Exteriores de Azerbaiyán, Elmar Mammadyarov, dijo que sugería renombrar el paso como «Camino de la Paz», para asegurar la comunicación de los armenios que viven en la región de Alto Karabaj con Armenia y la de los azerbaiyanos viviendo en la región de Nakhchivan con el resto de Azerbaiyán, «siempre que la seguridad de este camino sea garantizada por las fuerzas multinacionales de mantenimiento de la paz en la etapa inicial».
Tras el acuerdo que puso fin al conflicto armado por el Alto Karabaj que se desarrolló entre Azerbaiyán y Armenia en 2020, el corredor de Lachín quedó a cargo de fuerzas de paz de la Federación Rusa por un mandato de cinco años. Rusia se comprometía a enviar 1960 efectivos, 90 blindados y 380 vehículos a motor al corredor.
Durante agosto de 2022, las tropas azeríes realizaron una serie de ataques al corredor. Las autoridades armenias evacuaron las poblaciones de varios municipios del corredor. Durante estas ofensivas capturaron Lachín, Sus y Zabukh. Acto seguido, se procedió a la apertura de un camino alternativo que pasaría por los pueblos de Mets Shen y Hin Shen, situados al sur de Lanchín.
El 3 de diciembre, Azerbaiyán cerró el corredor, pero fue abierto de nuevo a las 3 horas de las nuevas negociaciones. A los pocos días, el comandante de las tropas rusas en misión de paz, Andrey Volkov, anunció la creación de nuevos puestos de control para la facilitación de sus tareas encomendadas. El primer ministro de Armenia, Nikol Pashinián, afirmó que Azerbaiyán tenía claras intenciones de bloquear el corredor.
El 12 de diciembre de 2022, civiles y militares azeríes bloquearon el corredor. El ministro de exteriores de Artsaj afirmó que "esto es otra manifestación de las políticas genocidas de Bakú". Desde el bloqueo, el trasporte de 400 toneladas de bienes básicos diarios fue interrumpido.
El 23 de abril de 2023 Azerbaiyán ha estableció un puesto de control en la frontera con Armenia en la carretera de Lachin.
El 20 de septiembre de 2023, durante los ataques a la República de Artsaj, las fuerzas pacificadoras rusas intentaron evacuar civiles de la aldea Mets Shen mediante el corredor, pero fueron atacados por tropas azeríes. Con la capitulación de la república de Artsaj y el posterior desplazamiento de su población a Armenia, el corredor se disolvió.

### Efectos en la población desde el bloqueo
Después de 3 meses desde que bloquearon el corredor, la situación de los habitantes de Karabaj empeoró. Solo podían atender al 10% de los pacientes y temían que aumentasen los infartos en personas mayores por faltan de stents. 27.000 niños dejaron de poder ir a las escuelas y las mujeres embarazadas sufrieron complicaciones por falta de comida, medicamentos y productos para bebés. Por falta de electricidad, solo podían mantener una incubadora operativa para 3 bebés prematuros, así que tuvieron que hacer turnos. La Cruz Roja negoció con Azerbaiyán para poder transportar algunos pacientes en extrema urgencia a hospitales armenios. La mayoría de farmacias tuvieron que cerrar, y las pocas que se mantuvieron tuvieron que vender los productos más caros, dificultando su acceso a las familias más pudientes. La falta de alimentos produjo que las autoridades del Karabaj tuvieran que racionar los alimentos, careciendo de frutas y verduras, así como escasez de huevos y leche. Todo esto produjo el aumento de casos de inmunodeficiencia, anemia, tiroides y diabetes especialmente en mujeres y niños. Ante los cortes de luz y gas, las familias volvieron al uso de la madera para calentar sus hogares y cocinas. Las autoridades del Karabaj entregaban madera para facilitar esas tareas.